# Вимірювання рівня бідності

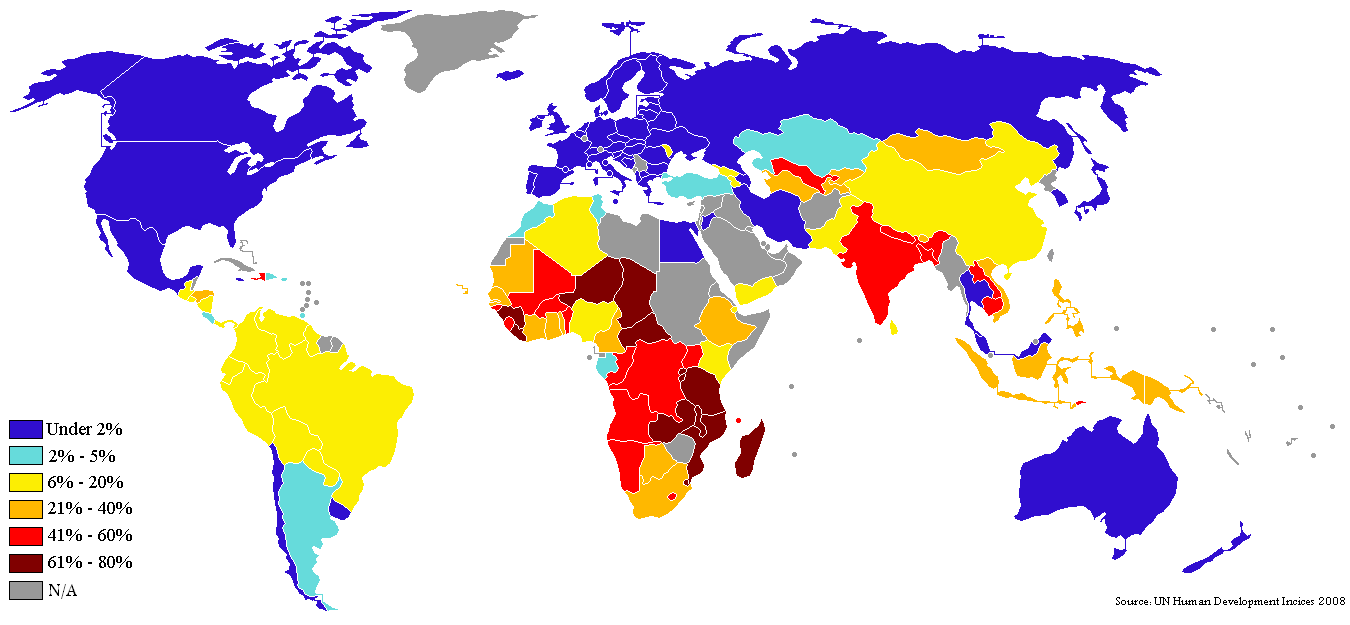
Карта світу бідності по країнах, що показує відсоток населення, що проживає на менш ніж $ 1,25 на день. Інформація заснована на різні роки (2000—2006) для різних країн. Дані відсутні для країн сірого кольору.

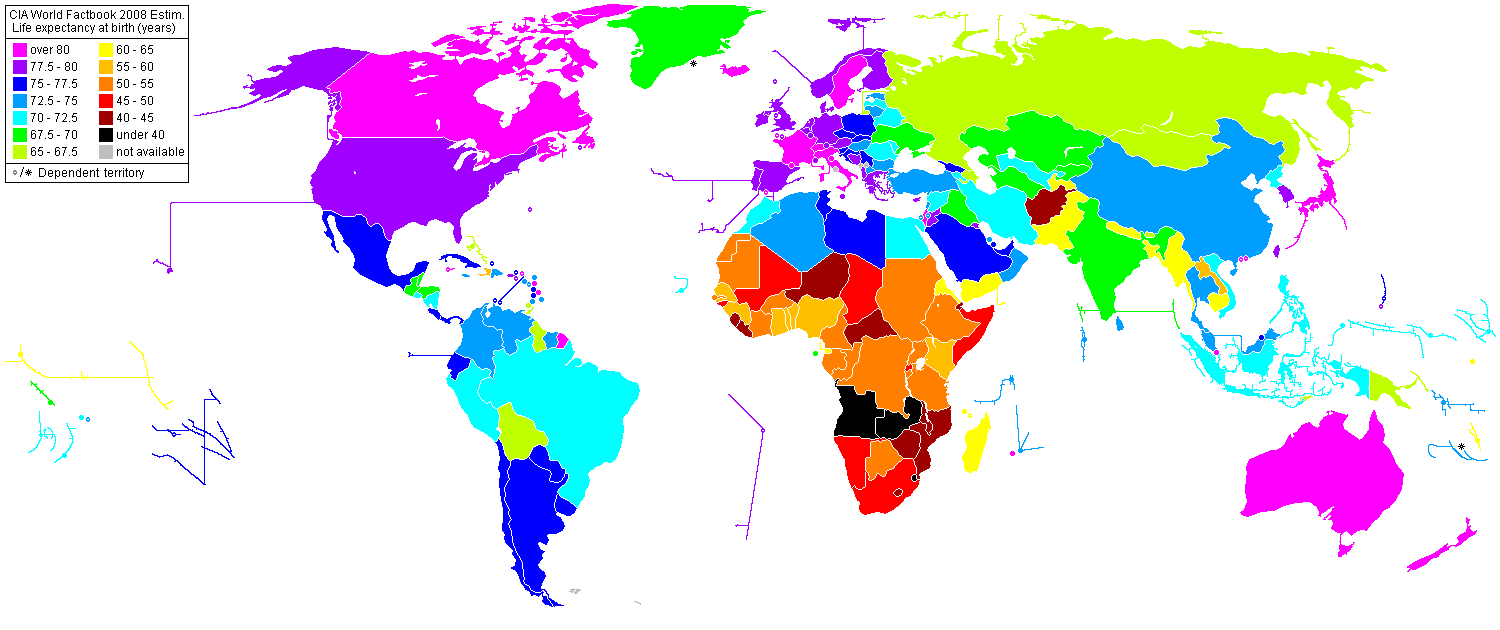
Карта світу, що показує тривалість життя.

Карта світу, що показує індекс людського розвитку.

Коефіцієнт Джині, що вимірює нерівність доходів, 2014.

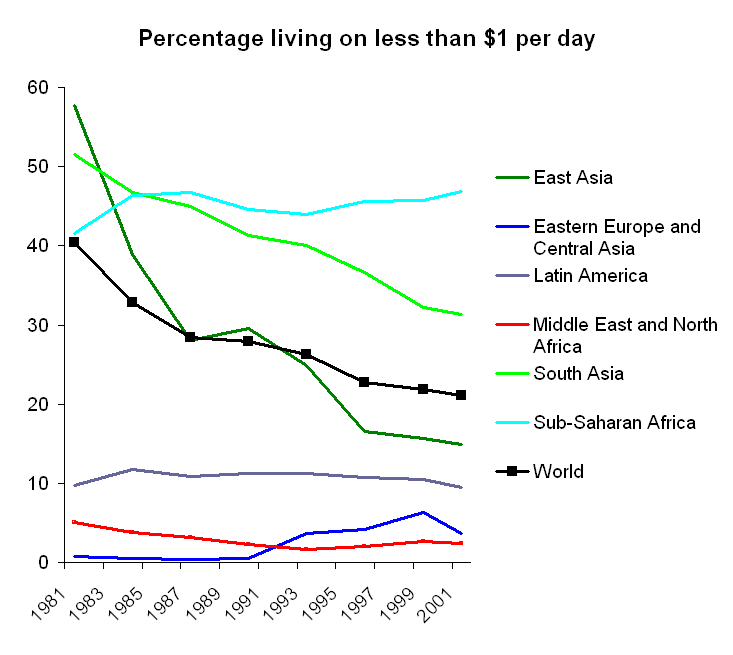
Відсоток від світового населення, що живе менш ніж на 1 $ на день скоротилося вдвічі за останні 20 років. Велика частина поліпшення сталася у Східній та Південній Азії. Графік показує період 1981—2001

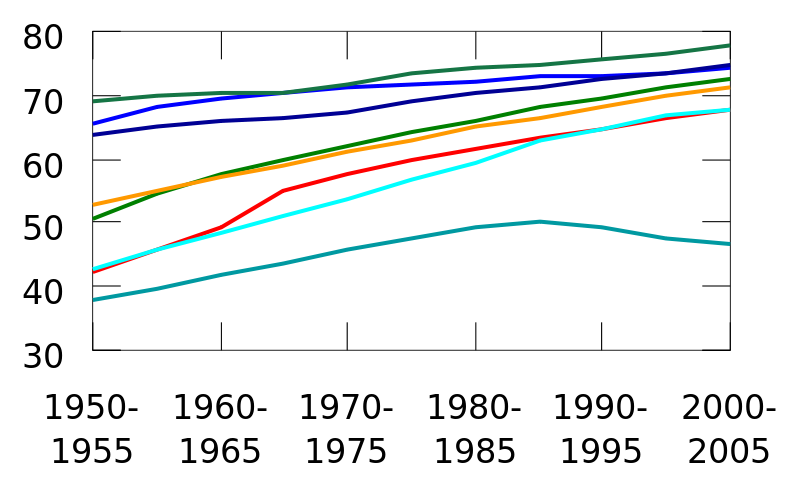
Очікувана тривалість життя зростає і сходиться в більшості країн світу. На південь від Сахари останнім часом спостерігається зниження, частково пов'язане з епідемією СНІДу. Графік показує період 1950—2005 років.

Хоча найбіднішими визнають країни , що розвиваються, бідність існує в кожному регіоні. У розвинених країнах вона виражена у формі безпритульних, бідних передмість і гетто. Бідність можна розглядати як колективний стан бідних людей, або бідних груп, чи цілої національної держави, що іноді розглядається як бідна. Щоб уникнути можливого клейма, вони як правило, називаються країнами, що розвиваються.

## Абсолютна форма проти відносної форми бідності
При вимірюванні, бідність може бути абсолютною або відносною. Абсолютна бідність відноситься до набору стандарту, який узгоджується з плином часу, також між країнами. Прикладом абсолютного вимірювання буде відсоток населення, який вживає менше їжі, ніж потрібно для підтримки людського організму (приблизно 2000—2500 калорій на день).
Відносна бідність, навпаки, розглядає бідність як соціально визначену і залежну від соціального контексту. Одне відносне вимірювання буде порівнювати загальне багатство найбіднішої третини населення з спільного національного багатства найбільш заможного 1 % населення. У цьому випадку, кількість людей, які вважаються бідними, може збільшитися, в той час як їх дохід зростає. Є кілька різних показників нерівності доходів; одним із прикладів є коефіцієнт Джині.

## Вимірювання
Основною рисою бідності, згаданої в ОЕСР та Європейському Союзі, є відносна міра бідності на основі «економічного розмежування», рівень доходу, як правило, встановлений на рівні 60 % від середнього доходу домашніх господарств.
Сполучені Штати, навпаки, використовують абсолютну міру бідності. Межа бідності по-американськи була створена в 1963-64 і ґрунтувалася на вартості долара в Департаменті сільського господарства США, названа «економічним планом прожитку», помноженого втричі. Мультиплікатор був заснований на дослідженнях, що показують, що витрати на харчування становлять близько однієї третини від грошового надходження. Цей колишньої розрахунок з тих пір щорічно оновлюється з урахуванням інфляції.(англ.)
Планка США була піддана критиці як занадто високою, так і занадто низькою. Наприклад, Фонд спадщини, консерваторський аналітичний центр Америки не схвалили того факту, що згідно Бюро перепису населення США, 46 % з якого, визначені як ті, що знаходяться в межі бідності в США, але і мають власні будинки (середньої особи, яка має три спальні, півтори ванні кімнати, і гараж).(англ.) Інші, такі, як економіст Еллен Франк, стверджують, що показник бідності є занадто низьким тому, що сім'ї витрачають набагато менше їх загального бюджету на продукти харчування, ніж вони робили раніше, коли планка була встановлена в 1950-х роках. Крім того, федеральна статистика бідності не враховує широку різність регіональних відмінностей у непродовольчих витратах таких як житло, транспорт і комунальні послуги.(англ.)
І абсолютні, і відносні показники бідності, як правило, ґрунтуються на річному доході особи і часто не враховують загального багатства. Деякі люди стверджують, що це ігнорує ключовий компонент економічного благополуччя. Основні досягнення і дослідження в цій області показують, що стандартні одномірні вимірювання бідності, засновані, головним чином, на достатку й витраті калорій, є серйозно відсутніми. Це пояснюється тим, що бідність часто включає стан позбавлення в декількох напрямках, які не обов'язково добре співвідносяться з багатством. Підхід до основних потреб є прикладом вимірювання, яке не включає багатство. Доступ до основних потреб, які можуть бути використані при вимірюванні бідності, включає в себе: чисту воду, їжу, дах і одяг.(англ.) Було встановлено, що люди можуть мати достатній дохід для задоволення основних потреб, але, як правило, не використовують його. Точно так само, надзвичайно бідні люди не можуть бути позбавленими, якщо існують досить сильні соціальні мережі або системи соціального обслуговування.

## Визначення
Світовий банк визначає бідність в абсолютному вираженні. Банк визначає крайню бідність до тих, хто живе на менше $ 1,25 на день>(англ.) (паритет купівельної спроможності), і помірну бідність до тих, хто живе на менш ніж $ 2 на день. Було підраховано, що в 2008 році 1,4 млрд чоловік мали рівень споживання нижче $ 1,25 на день і 2,7 млрд жили менш ніж на $ 2 на день. Частка країн світу, що живуть в умовах крайньої економічної бідності знизилася з 28 відсотків у 1990 році до 21 відсотка у 2001 році. Значна частина вдосконалення сталася у Східній та Південній Азії. У країнах Африки, південніше Сахари, ВВП на душу населення скоротився з 14 відсотків, а рівень крайньої бідності збільшився з 41 відсотка в 1981 році до 46 відсотків у 2001 році. Інші регіони спостерігали відсутність або невеликі зміни. На початку 1990-х країни Європи і Центральної Азії з перехідною економікою відчували різке падіння доходів. Рівень бідності зріс до 6 відсотків в кінці десятиліття, перш ніж почав відступати.(англ.) Існує критика цих вимірів.(англ.)
За даними Світового Банку за 2019 рік, у період з 1990 по 2015 рік рівень крайньої бідності в світі скоротився в середньому на один відсоток. Однак з 2013 по 2015 рік масштаби бідності скорочувалися лише на 0,6 відсотка в рік. А за попередніми оцінками за 2018 рік, за три роки з 2015 до 2018 року масштаби крайньої убогості скоротилися всього на 1,4 відсотка.
Двома регіонами з найбіднішими людьми в 1990 році були Східна Азія і Тихоокеанський регіон, а також Південна Азія, на які припадало 80 відсотків найбіднішого населення світу. У зв'язку з швидким скороченням масштабів бідності в Китаї концентрація найбіднішого населення світу перемістилася зі Східної Азії (90-ті роки) в Південну Азію (2002 рік), а потім в країни Африки на південь від Сахари (2010 рік).
Згідно з даними додаткового аналізу, половина бідного населення світу проживає всього в п'яти країнах - Індії, Нігерії, Демократичній Республіці Конго, Ефіопії і Бангладеш. Дві основні країни - Нігерія та Індія - демонструють відмінні одна від одної тенденції. Можливо, Нігерія вже випередила Індію як країну з найбільшими масштабами крайньої убогості, в той час як Індія швидко скорочує масштаби крайньої бідності.

## Негрошові показники
Деякі економісти, такі як Гай Пфеффер Манн, вказали що інші негрошові показники «абсолютної бідності» також поліпшуються. Тривалість життя значно зросла в країнах, що розвиваються після Другої світової війни і тільки починає закривати відставання в розвиненому світі, де поліпшення було меншим. Навіть в Африці на південь від Сахари, найменш розвиненому регіоні, очікувана тривалість життя збільшилася від 30 років, до Другої Світової війни, до максимальної позначки близько 50 років — до того, як почалася пандемія захворювання ВІЛ, щоб посилити її падіння до нинішнього рівня в 47 років. Дитяча смертність знизилася у всіх регіонах світу. Частка світового населення, що живе в країнах, де на душу населення запас їжі становить менше ніж 2200 калорій (9200 кДж) на день, знизився з 56 % в середині 1960-х років до показника нижче 10 % до 1990. У світі, між 1950 і 1999, глобальна грамотність збільшилася з 52 % до 81 %. Жінки становили більшу частину відставання: жіноча грамотність у відсотках від чоловічої грамотності зросла з 59 % у 1970 році до 80 % у 2000 році. Відсоток дітей, не задіяних у робочій силі, зріс також до 90 % в 2000 році з 76 % в 1960 році. Існують аналогічні тенденції на електроенергію, автомобілі, радіоприймачі, телефони на душу населення, також як і частка населення з доступом до чистої води.

## Нерівність доходів
Нерівність доходів у світі в цілому зменшується. У 2002 році дослідження Ксав'єр Сала-і-Мартіна показало, що це обумовлено, головним чином, але не повністю, надзвичайним темпом зростання доходів 1,2 млрд китайських громадян. Тим не менш, якщо Африка, на даний момент, не досягне економічного зростання, то Китай, Індія, ОЕСР, і решта багатих країн, країн, із середнім рівнем доходу, будуть відхилятися від неї, а глобальна нерівність буде зростати. Таким чином, економічне зростання африканського континенту повинно бути пріоритетом кожного, хто стурбований зменшенням глобальної нерівності доходів. (англ.)(англ.)
Індекс Розбіжності Бідності показує відстань за межею бідності як частку від показника бідності, де вона береться по всьому населенню, враховуючи небідних в число тих, хто має нульовий показник бідності.

## Статистика
Навіть якщо бідність може бути зменшена у світі в цілому, як і раніше це є величезною проблемою:
- Третина смертей — близько 18 мільйонів чоловік на рік або 50.000 на день — відбувається через наслідки, пов'язані з бідністю. Загальне число становить 270 мільйонів чоловік з 1990 року, більшість жінок і дітей, приблизно рівне населенню США.
- Щороку майже 11 мільйонів дітей помирає до свого п'ятого дня народження.
- У 2001 році 1,1 мільярд людей мали рівень споживання нижче $ 1 на день, а 2,7 млрд — живуть менш ніж на $ 2 на день.
- 800 мільйонів людей лягають спати голодними щодня.

## Інші фактори
Голоси Світового банку ініціативи бідного населення, засновані на дослідженні з більш ніж 20 000 бідних людей у 23 країнах, що визначає ряд факторів, які, на думку бідних людей, є елементами бідності. Найбільш важливими є ті, які необхідні для матеріального благополуччя, особливо продуктів харчування. Багато інших ставляться скоріше до соціальних, ніж до матеріальних проблем.
- Ненадійність засобів існування
- Місця недопущення
- Гендерні відносини